# Mario vs. Donkey Kong (serie)
Mario vs. Donkey Kong (マリオVSドンキーコング?, Mario tai Donkī Kongu) è una serie di videogiochi crossover spin-off sia del franchise di Mario che di quello di Donkey Kong. Costituita da videogiochi rompicapo a piattaforme, segna il ritorno di Pauline e della rivalità tra Mario e Donkey Kong. È sviluppata da Nintendo a partire dal 2004.

Logo usato dal 2006

Mario vs. Donkey Kong, pubblicato nel 2004 per Game Boy Advance, è stato seguito da La marcia dei Minimario per Nintendo DS, Minimario alla riscossa su DSiWare, Parapiglia a Minilandia nel 2010 per DS, Minis on the Move per Nintendo 3DS nel 2013 e Tipping Stars per Wii U e 3DS nel 2015. L'ultimo titolo, un remake di Mario vs. Donkey Kong, è stato distribuito su Nintendo Switch nel 2024.

## Serie principale
| 2004 | Mario vs. Donkey Kong                  |
| 2005 |                                        |
| 2006 | La marcia dei Minimario                |
| 2007 |                                        |
| 2008 |                                        |
| 2009 | Minimario alla riscossa                |
| 2010 | Parapiglia a Minilandia                |
| 2011 |                                        |
| 2012 |                                        |
| 2013 | Minis on the Move                      |
| 2014 |                                        |
| 2015 | Tipping Stars                          |
| 2016 | Mini Mario & Friends: Amiibo Challenge |
| 2017 |                                        |
| 2018 |                                        |
| 2019 |                                        |
| 2020 |                                        |
| 2021 |                                        |
| 2022 |                                        |
| 2023 |                                        |
| 2024 | Mario vs. Donkey Kong                  |

### Mario vs. Donkey Kong
Mario vs. Donkey Kong, pubblicato il 24 maggio 2004 per Game Boy Advance, è il primo videogioco della serie. Questo gioco fa rivivere la vecchia rivalità tra Mario e Donkey Kong. Il 17 settembre 2015 è stato reso disponibile anche per Wii U.

### La Marcia dei Minimario
Mario vs. Donkey Kong 2: La marcia dei Minimario, pubblicato il 25 settembre 2006 per Nintendo DS, è il secondo videogioco della serie. Il 17 settembre 2015 è stato reso disponibile anche per Wii U.

### Minimario alla riscossa
Mario vs. Donkey Kong: Minimario alla riscossa, pubblicato l'8 giugno 2009 per Nintendo DS, è il terzo videogioco della serie.

### Parapiglia a Minilandia
Mario vs. Donkey Kong: Parapiglia a Minilandia, pubblicato il 14 novembre 2010 per Nintendo DS, è il quarto videogioco della serie.

### Tipping Stars
Mario vs. Donkey Kong: Tipping Stars, pubblicato il 5 marzo 2015 per Nintendo 3DS e Wii U, è il quinto videogioco della serie.

## Altri giochi

### Minis on the Move
Mario and Donkey Kong: Minis on the Move, pubblicato il 9 maggio 2013 per Nintendo 3DS.

### Amiibo Challenge
Mini Mario & Friends: Amiibo Challenge, pubblicato il 28 aprile 2016 per Nintendo 3DS e Wii U. Introduce per la prima volta la possibilità di collegare gli amiibo al gioco.